# پیش‌درآمد جنگ عراق

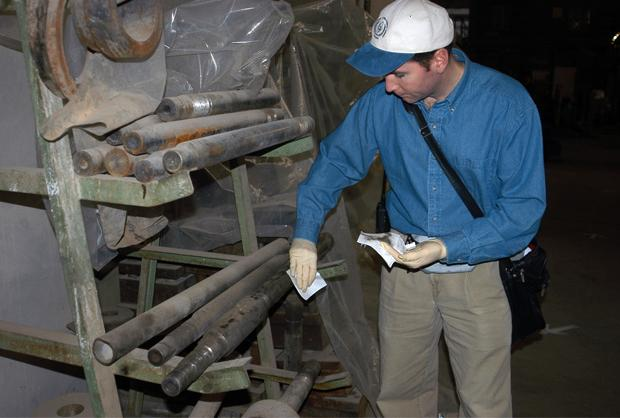
یک بازرس جنگ‌افزار سازمان ملل در عراق

پیش‌درآمد جنگ عراق (جنگ ۲۰۰۳ علیه عراق به رهبری آمریکا) از زمانی آغاز شد که قطعنامهٔ ۶۸۷ شورای امنیت سازمان ملل متحد به تصویب رسید و کمیسیون بازرسی جنگ‌افزارهای عراق شکل گرفت. میان سال‌های ۱۹۹۱ تا ۲۰۰۳ درگیری‌های جزئی میان عراق و نیروهای ائتلاف به رهبری ایالات متحده در جریان بود.

## ۱۹۹۱-۲۰۰۰: بازرسان سازمان ملل، منطقه پرواز ممنوع و گروه‌های اپوزیسیون عراقی
قطعنامهٔ ۶۸۷ شورای امنیت سازمان ملل متحد که پس از شکست عراق در جنگ خلیج فارس در سال ۱۹۹۱ به تصویب رسید، بخشی از توافقنامهٔ آتش‌بس بود و عراق را مجبور می‌کرد تا برنامه‌های توسعهٔ جنگ‌افزارهای شیمیایی، بیولوژیک، هسته‌ای و دوربرد خود را متوقف کرده و جنگ‌افزارهای موجود را هم تحت نظارت کمیسیون ویژهٔ سازمان ملل نابود کند. کمیسیون یادشده توانست از نابودی حجم عظیمی از مواد جنگ‌افزارهای کشتار جمعی اطمینان حاصل کند اما فعالیت آن در سال ۱۹۹۸ به دلیل خروج بازرسان نیمه‌تمام ماند چون ریچارد باتلر رئیس کمیسیون به این نتیجه رسیده بود که دخالت نظامی ایالات متحده و انگلستان در عراق قریب‌الوقوع است. کمی پس از خروج بازرسان سازمان ملل، نیروهای آمریکایی و انگلیسی به مدت چهار روز عراق را بمباران کردند. همچنین بیل کلینتون رئیس‌جمهور آمریکا و کنگرهٔ این کشور در آن روزها مصوبه‌ای برای تغییر رژیم عراق به تصویب رساندند.
آمریکا، انگلستان (و فرانسه تا ۱۹۹۸) در هنگام بازرسی‌های سازمان ملل، مناطقی را در شمال و جنوب عراق تحت عنوان منطقه پروازممنوع مشخص کردند و بدینوسیله وارد درگیری‌های جزئی با عراقی‌ها شدند. سازمان ملل نقشی در تعیین این مناطق نداشت. آمریکا نام این درگیری‌ها را عملیات تأمین آرامش ۱ و عملیات تأمین آرامش ۲ نامید. سپس در شمال عملیات دیدبان شمالی در کردستان عراق و در جنوب عملیات دیدبان جنوبی را کلید زد. این تحرکات از سوی دولت وقت عراق به عنوان نقض تمامیت ارضی دیده می‌شد. یک سال پیش از حملهٔ نهایی به عراق این پروازها در شمال و جنوب افزایش چشمگیر داشتند و در همین هنگام ایالات متحده عملیات تمرکز جنوبی را آغاز کرد تا پیش از حمله سازمان فرماندهی نظامی عراق را به هم بریزد.

### گروه‌های اپوزیسیون تبعیدی عراق
پس از جنگ خلیج فارس در ۱۹۹۱ جرج اچ دابلیو بوش رئیس‌جمهور ایالات متحده در مه ۱۹۹۱ دستوری به سازمان اطلاعات مرکزی آمریکا داد تا شرایط لازم برای براندازی صدام حسین از قدرت را ایجاد کنند. یکی از عناصر اصلی این راهبرد، ایجاد هماهنگی میان گروه‌های ضدصدام بود و کنگره ملی عراق (INC) به رهبری احمد چلبی اصلی‌ترین گروه برای نیل به این مقصود بود. نام INC توسط جان رندون متخصص روابط عمومی (از آژانس گروه رندون) ساخته شد. این گروه در دهه ۱۹۹۰ میلیون‌ها دلار دریافت کرد و پس از تصویب قانون آزادسازی عراق در سال ۱۹۹۸ سالانه ۸ میلیون دلار می‌گرفت. یکی دیگر از گروه‌های اپوزیسیون، جنبش وفاق ملی عراق نام داشت که همچنان از طریق نفوذ رئیس خود ایاد علاوی توانسته در سیاست‌گذاری‌های عراق تاثیر داشته باشد.

### دخالت رؤسای جمهور
ایالات متحده در اواخر آوریل ۱۹۹۳ مدعی شد که صدام حسین تلاش کرده است جرج بوش رئیس‌جمهور سابق آمریکا را در جریان دیدارش از کویت مورخ ۱۴-۱۶ آوریل ترور کند. در ۲۶ ژوئن کلینتون رئیس‌جمهور وقت آمریکا به ناوهای جنگی ایالات متحده در خلیج فارس و دریای سرخ دستور داد بوسیلهٔ موشک‌های کروز ساختمان سازمان استخبارات عراق در بغداد را به تلافی حملهٔ عراق مورد هدف قرار دهند. بعدها در دسامبر ۲۰۰۰، کلینتون به جرج بوش پسر که به تازگی به ریاست‌جمهوری انتخاب شده بود گزارش داد که همچنان از اینکه دو تن از خطرناک‌ترین افراد موجود در عالم از جمله صدام حسین هنوز زنده و آزاد هستند حسرت می‌خورد. او به بوش هشدار داد که صدام حسین «برای تو مشکلات فراوانی ایجاد خواهد کرد.»
پل اونیل وزیر خزانه‌داری بوش گفته است که در دو جلسهٔ نخست شورای امنیت ملی آمریکا پس از انتخاب جرج بوش پسر راجع به حمله به عراق صحبت‌هایی شد. جرج بوش گزارش‌هایی با عنوان «برنامهٔ توسعهٔ عراق پساصدام» دریافت کرد که در آن نیروهای حافظ صلح، دادگاه‌های جرائم جنگی و تقسیم ثروت نفتی عراق پیش‌بینی شده بود. در این زمینه یک سند پنتاگون مورخ ۵ مارس ۲۰۰۱ با عنوان «خواستاران خارجی قراردادهای چاه‌های نفت عراق» وجود دارد که شامل نقشهٔ مناطق بالقوه برای اکتشاف بود.
کالین پاول در آوریل ۲۰۰۲ به بوش نوشت که تونی بلر نخست‌وزیر وقت بریتانیا آماده است تا از حمله به عراق حمایت کند و در مدت حضورش در کرافورد تگزاس می‌خواهد مشاوره‌های لازم در خصوص «سرفصل‌های راهبردی، تاکتیکی و روابط عمومی» را در اختیار وی بگذارد.

## تیم‌های لشکر فعالیت‌های ویژهٔ سیا
تیم‌های لشکر فعالیت‌های ویژهٔ آژانس اطلاعات مرکزی آمریکا (CIA SAD) نخستین نیروهای آمریکایی بودند که پیش از آغاز جنگ در ژوئیه ۲۰۰۲ وارد عراق شدند. این تیم‌ها به محض استقرار در شمال عراق ترتیبات لازم برای ورود نیروهای ویژهٔ ارتش آمریکا به منظور سازماندهی پیشمرگه‌های کُرد را دادند. این تیم مشترک که به آن «عنصر ارتباطی شمال عراق» (NILE) گفته می‌شد به منظور شکست گروه انصارالاسلام که از متحدان القاعده در شمال شرقی عراق بود تشکیل شده بود. هدف از نبرد با انصارالاسلام دستیابی به سرزمین‌هایی بود که توسط این گروه اشغال گردیده بود. این نبرد توسط افسران عملیات‌های شبه‌نظامی از لشکر فعالیت‌های ویژهٔ سیا و گروه رزمی دهم از نیروهای ویژه ارتش آمریکا انجام شد. نبرد یادشده شکست سنگینی به یک سازمان تروریستی مهم وارد کرد و به‌واسطهٔ آن تأسیسات جنگ‌افزارهای شیمیایی سرگت کشف شد. در واقع سرگت اولین و آخرین جایی بود که در آن تا پایان جنگ عراق تأسیسات جنگ‌افزار شیمیایی یافت شد.
تیم‌های لشکر فعالیت‌های ویژه، پشت خطوط دشمن مأموریت‌هایی تدارک دیدند تا موقعیت فرماندهان مقابل را شناسایی کنند. نتیجه‌ی این مأموریت‌ها، بمباران صدام حسین و فرماندهان وی بود. هر چند عملیات علیه صدام حسین از این حیث که منجر به قتل او نشد موفقیت‌آمیز نبود اما از این جنبه که توانایی وی در فرماندهی نیروهایش را پایان داد موفق بود. ضربه‌های دیگری که به ژنرال‌های صدام زده شدند موفق بودند و به طور مؤثری توانستند توانایی فرماندهی ارتش عراق در واکنش و مانور مقابل حملهٔ نیروهای آمریکایی را کاهش دهند. افسران لشکر فعالیت‌های ویژه همچنین توانستند چند افسر عالی‌رتبهٔ عراقی را متقاعد به تسلیم یگان‌های تحت امر خود در هنگام آغاز حمله آمریکا کنند.
ترکیه حاضر نشد به ارتش آمریکا اجازهٔ ورود به شمال عراق را بدهد. بنابراین تیم‌های نیروهای ویژهٔ ارتش و لشکر فعالیت‌های ویژهٔ سیا به همراه نیروهای پیشمرگه تنها مخالفین صدام حسین در شمال عراق به حساب می‌آمدند. در واقع این نیروها باعث شدند ارتش عراق به جای حرکت به جنوب برای مقابله با نیروهای ائتلاف به رهبری آمریکا، در جای خود باقی بماند. فعالیت‌های این نیروها تأثیر زیادی در حفظ جان بسیاری از نیروهای آمریکایی در طول جنگ عراق داشت. مایک تاکر و چارلز فدیس در کتابی تحت عنوان «عملیات هتل کالیفرنیا: جنگ زیرزمینی درون عراق» به چهار افسر سیا اشاره می‌کنند که بواسطهٔ خدماتشان موفق به دریافت ستاره اطلاعات سیا می‌شوند.

## ارزیابی کنگره از نیاز به جنگ با عراق
سناتور باب گراهام ریاست کمیسیون انتخابی اطلاعات سنا را در سال ۲۰۰۲ به عهده داشت. در آن زمان کنگره به قطعنامهٔ جنگ عراق رأی داده بود. او نخستین بار در فوریه ۲۰۰۲ هنگامی که فرمانده ژنرال فرانکس به او گفت که دولت بوش قصد دارد از تمرکز بر افغانستان کم کرده تا خود را برای حمله به عراق آماده سازد، از بالا گرفتن وضعیت در خصوص عراق آگاهی یافت. در سپتامبر همان سال، کمیسسیون اطلاعات سنا با جرج تنت دیدار کرد و گراهام از وی درخواست تهیهٔ یک گزارش ارزیابی اطلاعاتی ملی (NIE) در خصوص عراق کرد. تنت پاسخ داد که «ما هیچ ارزیابی اطلاعاتی ملی در خصوص عراق از جمله جنگ‌افزارهای کشتار جمعی آن تهیه نکرده‌ایم». همچنین وی در برابر اصرارها در خصوص لزوم انجام چنینی ارزیابی‌ای مقاومت کرد. گرام مصرانه گفت که «این احتمالاً مهم‌ترین تصمیمی است که ما به عنوان نمایندگان کنگره و شهروندان آمریکایی در آیندهٔ قابل پیش‌بینی خواهیم گرفت. ما می‌خواهیم بیشترین اطلاعات را دربارهٔ آنچه قرار است درگیرش شویم داشته باشیم.» تنت حاضر نشد گزارشی در خصوص فاز نظامی یا اشغال تهیه کند اما با بی‌میلی قبول کرد تا یک ارزیابی اطلاعاتی ملی در خصوص جنگ‌افزارهای کشتار جمعی عراق انجام شود. گراهام ملاقات کمیسیون اطلاعات سنا با تنت را این طور توصیف کرده است: این دیدار «نقطهٔ عطفی در تغییر دیدگاه ما نسبت به تنت و درک ما از میزان تسلیم دستگاه اطلاعاتی کشور در مقابل مطالبات قوه مجریه گردید. دولت از دستگاه اطلاعاتی برای تنظیم سیاست خود استفاده نمی‌کرد بلکه از این دستگاه به مثابهٔ یک کارزار روابط عمومی برای توجیه اقدامات خود سود می‌بُرد.»
کنگره در نهایت بر پایهٔ گزارش اطلاعاتی ملی که تنت در اکتبر ۲۰۰۲ ارائه کرد، رأی به حمایت از جنگ داد. با این حال «گزارش کمیسیون اطلاعاتی سنا در خصوص اطلاعات پیش از جنگ» که در تاریخ ۷ ژوئیه ۲۰۰۴ منتشر شد نشان داد که یافته‌های اصلی گزارش اطلاعاتی ملی در سال ۲۰۰۲ مبالغه‌آمیز بوده و یا با اطلاعات واقعی تطابقی نداشتند. همچنین گزارش سنا نشان می‌داد که جامعهٔ اطلاعاتی ایالات متحده از «فرهنگ سازمانی به‌هم‌ریخته و مدیریت ضعیف» رنج می‌برد و همین وضع منجر به تهیهٔ گزارشی شد که تقریباً از هر جهت کاملاً اشتباه بود.